# Lijst van spelers van PEC Zwolle (vrouwen)
Dit is een lijst van voetballers die minimaal één officiële wedstrijd hebben gespeeld in het vrouwenelftal van de Nederlandse club PEC Zwolle of FC Zwolle.

## A
- Maria-Laura Aga (M, 2012–2013, 23W, 0D)
- Maud Asbroek (M, 2017–2021, 75W, 8D)
- Marit Auée (V, 2018–2022, 37W, 3D)

## B
- Floranne van den Broek (M, 2010–2011, 2W, 0D)
- Lianne Bouwmeester (M, 2010–2011, 2W, 0D)
- Linda van Beekhuizen (M, 2010–2012, 22W, 0D)
- Charissa Burgwal (V, 2010–2012, 32W, 0D)
- Jirre den Biesen (M, 2010–2013, 16W, 2D)
- Carmen Bleuming (A, 2011–2012, 8W, 0D)
- Marianne van Brummelen (A, 2011–2014, 72W, 43D)
- Rosalie Brink (A, 2012–2014, 2W, 0D)
- Sharon Bruinenberg (M, 2012–2018, 76W, 3D)
- Marije Brummel (M, 2013–2014, 27W, 5D)
- Saskia Brekelmans (D, 2013–2014, 1W, 0D)
- Anouk Borgman (V, 2015–2016, 1W, 0D)
- Lydia Borg (V, 2010–2017, 67W, 0D)
- Kirsten Bakker (V, 2015–2017, 40W, 1D)
- Stephanie Bukovec (D, 2017–2018, 17W, 0D)
- Dara Broekhaar (V, 2019–2020, 1W, 0D)
- Maxime Bennink (A, 2016–2021, 107W, 17D)
- Dominique Bruinenberg (M, 2019–2021, 43W, 18D)
- Jassina Blom (M, 2020–2021, 24W, 8D)
- Amy Banarsie (A, 2015–2022, 38W, 4D)
- Zoë Brouwer (V, 2021–2022, 3W, 0D)
- Tess van Bentem (M, 2020–2023, 54W, 2D)
- Zaina Bouzerrade (V, 2022–2023, 15W, 0D)
- Nayomi Buikema (M, 2023–2025, 43W, 0D)

## D
- Chelsea Disseldorp (V, 2010–2012, 22W, 0D)
- Linda Dolstra (M, 2010–2012, 21W, 0D)
- Marije van Dam (V, 2014–2017, 43W, 0D)
- Yvette van Daelen (A, 2012–2020, 162W, 23D)
- Rebecca Doejaaren (A, 2014–2020, 116W, 34D)
- Jill Diekman (M, 2020–2023, 21W, 5D)
- Seteza Dastgir (M, 2022–2023, 2W, 0D)
- Jasmijn Dijsselhof
- Maureen van Drogen

## E
- Robina Eenkhoorn (M, 2020–2021, 1W, 0D)
- Bo van Egmond (A, 2022–2024, 37W, 9D)
- Denise van Essen

## F
- Judith Frijlink (M, 2010–2017, 151W, 40D)
- Tess van der Flier (D, 2022–2025, 23W, 0D)

## G
- Linda de Graaff (V, 2010–2012, 13W, 0D)
- Kelly Gilissen (V, 2012–2013, 28W, 0D)
- Hanna Groenenberg (V, 2016–2017, 1W, 0D)
- Suzanne Giesen (M, 2014–2018, 84W, 6D)
- Esmee de Graaf (A, 2015–2018, 78W, 23D)
- Cheyenne van den Goorbergh (V, 2020–2021, 26W, 0D)

## H
- Suzanne Herpel (A, 2010–2012, 16W, 1D)
- Kimberly Heijne (D, 2011–2014, 10W, 0D)
- Lieke Huls (M, 2013–2015, 14W, 1D)
- Jolijn Heuvels (V, 2011–2015, 85W, 1D)
- Abby Holmes (V, 2017–2018, 22W, 5D)
- Pien Hindriksen (A, 2019–2022, 15W, 0D)
- Floor Heijne (A, 2021–2024, 12W, 0D)
- Naomi Hilhorst
- Hanna Huizenga

## J
- Marjolein Jansen (V, 2010–2011, 11W, 0D)
- Jessica Jurg (D, 2012–2013, 15W, 0D)
- Verena Jager (V, 2013–2016, 24W, 0D)

## K
- Martha Karimi (M, 2010–2011, 9W, 0D)
- Anneloes Kock (A, 2010–2011, 2W, 0D)
- Mariska Kogelman (V, 2010–2015, 107W, 10D)
- Simone Kets (A, 2012–2014, 23W, 1D)
- Tessa Klein Braskamp (M, 2013–2016, 76W, 7D)
- Judith Kappert (V, 2014–2017, 1W, 0D)
- Lotje de Keijzer (A, 2018–2021, 5W, 0D)
- Moïsa van Koot (V, 2018–2022, 89W, 5D)
- Tara Kommer (V, 2021–2023, 2W, 0D)
- Eef Kerkhof (M, 2023–2024, 17W, 0D)
- Sterre Kroezen (M, 2023–2025, 43W, 6D)
- Ilse Kemper
- Reza Konink

## L
- Lieke Lambers (V, 2012–2013, 3W, 0D)
- Angenita Lemstra (M, 2016–2017, 7W, 0D)
- Mayke Lindner
- Vita van der Linden

## M
- Bouchra Moudou (M, 2010–2011, 20W, 1D)
- Ellen Marissink (M, 2010–2011, 2W, 0D)
- Joyce Mijnheer (A, 2014–2016, 44W, 15D)
- Siobhan McDonough (V, 2017–2018, 37W, 0D)
- Lotte Morsink (V, 2017–2019, 6W, 0D)
- Gabrielle Matulich (A, 2018–2018, 6W, 0D)
- Allison Murphy (V, 2018–2019, 22W, 0D)
- Katie Murray (M, 2021–2022, 20W, 0D)
- Evi Maatman (A, 2020–2024, 66W, 16D)

## N
- Doreen Nabwire (M, 2010–2011, 16W, 1D)
- Marèse Nijman (V, 2011–2012, 11W, 0D)
- Nathalja Nijman (V, 2011–2014, 52W, 0D)
- Jeslin Niens (M, 2016–2021, 56W, 1D)
- Ana Nassette (V, 2021–2023, 30W, 1D)
- Danique Noordman (M, 2020–2023, 70W, 10D)

## O
- Marieke van Ottele (M, 2010–2011, 1W, 0D)
- Nadja Olthuis (D, 2010–2018, 144W, 0D)
- Joos van Os (V, 2016–2018, 21W, 0D)
- Nienke Olthof (D, 2018–2020, 38W, 0D)
- Marushka van Olst (A, 2019–2024, 71W, 17D)

## P
- Jennieke van der Pol (A, 2010–2015, 72W, 19D)
- Moon Pondes (D, 2016–2022, 63W, 0D)
- Tirsa Postma (D, 2016–2023, 10W, 0D)
- Kely Pruim

## R
- Laura Du Ry (D, 2011–2012, 7W, 0D)
- Babiche Roof (M, 2017–2019, 52W, 35D)
- Beau Rijks (V, 2019–2021, 14W, 0D)
- Maud Rutgers

## S
- Valerie Seinen (M, 2010–2012, 11W, 0D)
- Sylvia Smit (M, 2011–2014, 68W, 36D)
- Jorie Schepers (V, 2013–2016, 46W, 1D)
- Wenke Stedehouder (V, 2014–2016, 4W, 0D)
- Chantal Schouwstra (V, 2015–2016, 1W, 0D)
- Kyra Scheggetmann (V, 2012–2017, 84W, 0D)
- Nurija van Schoonhoven (M, 2015–2018, 48W, 1D)
- Dayna Schra (A, 2016–2017, 1W, 0D)
- Marlo Sweatman (M, 2017–2018, 13W, 1D)
- Shanel Smid (V, 2017–2021, 72W, 1D)
- Loyce Speelman (V, 2021–2023, 29W, 4D)
- Hanna Stallmann (A, 2024–2025, 1W, 0D)
- Melissa Schilder
- Iris Stiekema

## T
- Karin Tersteeg (M, 2010–2011, 4W, 0D)
- Annelies Tuin (V, 2010–2011, 2W, 0D)
- Merlin Tiemens (V, 2014–2017, 39W, 0D)
- Pascalle Tang (V, 2016–2018, 7W, 0D)
- Bonita Theunissen (A, 2018–2020, 19W, 3D)
- Nikita Tromp (A, 2019–2020, 16W, 8D)
- Celien Tiemens (M, 2018–2023, 88W, 2D)
- Inge Tijink (D, 2023–2025, 38W, 0D)

## U
- Britt Udink (A, 2023–2024, 21W, 2D)

## V
- Lisanne Vermeulen (A, 2010–2013, 61W, 39D)
- Lianne de Vries (M, 2011–2013, 37W, 2D)
- Anouk van Vilsteren (V, 2013–2017, 74W, 4D)
- Francis Vliek (A, 2018–2019, 7W, 0D)
- Leonie Vliek (V, 2017–2023, 72W, 6D)
- Senne van de Velde (M, 2021–2023, 20W, 0D)
- Janne Verbakel (A, 2023–2024, 1W, 0D)
- Imre van der Vegt (V, 2019–2024, 45W, 4D)
- Sophie van Vugt

## W
- Silvia Woudberg (A, 2010–2011, 2W, 0D)
- Lesley te Winkel (V, 2014–2016, 38W, 0D)
- Lauri Weijkamp (A, 2015–2021, 87W, 6D)
- Karli White (A, 2021–2022, 10W, 2D)
- Julia Wattilete (M, 2021–2022, 1W, 0D)
- Jeva Walk
- Tara te Wierik
- Inske Weiman

## Z
- Zoë Zuidberg

## Statistieken
| Nationaliteiten    | Nationaliteiten           | Nationaliteiten | Nationaliteiten | Nationaliteiten   | Nationaliteiten  | Nationaliteiten  | Nationaliteiten   | Nationaliteiten | Nationaliteiten |
| Vlag van Nederland | Vlag van Verenigde Staten | Vlag van België | Vlag van Kenia  | Vlag van Engeland | Vlag van Jamaica | Vlag van Kroatië | Vlag van Suriname | Totaal          | Percentage      |
| ------------------ | ------------------------- | --------------- | --------------- | ----------------- | ---------------- | ---------------- | ----------------- | --------------- | --------------- |
| 132                | 5                         | 2               | 2               | 1                 | 1                | 1                | 1                 | 145             | 91,03           |